# Бирская епархия
Би́рская епа́рхия (баш. Бөрө епархияһы) — епархия Русской православной церкви, объединяющая приходы и монастыри в восточной части Башкирии (в границах Абзелиловского, Архангельского, Баймакского, Белорецкого, Бирского, Бурзянского, Зилаирского, Иглинского, Караидельского, Мишкинского, Нуримановского, Учалинского, Хайбуллинского районов). Входит в состав Башкортостанской митрополии.

## История
В ноябре 1922 года епископ Андрей (Ухтомский), руководствуясь посланием митрополита Агафангела (Преображенского) от 18 июня 1922 года, провозгласил временную автономию Уфимской епархии и для самоуправления её отдельными частями совершил несколько хиротоний викарных епископов (в том числе Трофима (Якобчука) во епископа Бирского), впоследствии признанных Патриархом Московским и всея России Тихоном.
После 1932 года кафедра не замещалась. Титул епископа Бирского носил также епископ Вениамин (Троицкий), состоявший вне общения с митрополитом Сергием (Страгородским).
Бирское викариатство Уфимской епархии восстановлено 27 июля 2011 года постановлением Священного Синода. После 16 марта 2012 года не замещалось.
29 июля 2017 года учреждена как самостоятельная епархия выделением из Нефтекамской, Салаватской и Уфимской епархий и одновременно включена в состав Башкортостанской митрополии.

## Архиереи
Бирское викариатство Уфимской епархии
- Трофим (Якобчук) (17 ноября 1922 — 11 августа 1923)
- Серафим (Трофимов) (1 июня 1926 — декабрь 1928)
- Николай (Субботин) (27 сентября 2011 — 16 марта 2012)

Бирская епархия
- Никон (Васюков) (29 июля — 21 августа 2017) (в/у)
- Илия (Казанцев) (21 августа 2017 — 5 июля 2018)
- Никон (Васюков) (9 июля — 2 декабря 2018) (в/у)
- Спиридон (Морозов) (с 2 декабря 2018)

## Благочиния
Епархия разделена на 6 церковных округов:
- Архангельское благочиние;
- Белорецкое благочиние;
- Бирское благочиние (Бирский, Караидельский и Мишкинский районы);
- Иглинское благочиние (Иглинский и Нуримановский районы);
- Сибайское благочиние (Абзелиловский, Баймакский, Бурзянский, Зилаирский и Хайбуллинский районы);
- Учалинское благочиние.

## Монастыри
- Свято-Троицкий монастырь в селе Красный Ключ Нуримановского района (женский).